# بجاوية تونسية
بجاوية تونسية نوع من الحلويات التونسية، تصنع من اللوز المهروش والفستق المهروش والبندق والصنوبر والعسل البجاوية هي في الاصل الجاوية التونسية لان شكلها شكل الجاوي (نوع من انواع البخور في تونس )  حيث تتكون من عديد الطبقات و الالوان الخلابة المكونة من المكسرات من بندق و لوز و فستق . و تشتهر   تونس العاصمة   بصناعتها وتنويع اشكالها كما اخذها أبناء ولاية صفاقس التي تلقب بعاصمة الحلويات التونسية ليطوروا منها ويعتمدونها في جميع المناسبات والامسيات و السهرات التونسية الرائقة . يكون شكل هذه الحلويات عادةً مكعب.

مراجع 
.كتاب امك صنافة 
```
المطبخ التونسي 
```

الحلويات التونسية
بوابة تونس